# مايك بيترز
مايك بيترز (بالإنجليزية: Mike Peters) (و. 1959  م) هو مغني، وكاتب أغاني من المملكة المتحدة، وويلز، يستخدم القيثارة.

## جوائز
حصل على جوائز منها:
- جائزة المنافسة العامة [الإنجليزية]‏ (1946)
- قائد الفنون والآداب

## روابط خارجية
- مايك بيترز على موقع IMDb (الإنجليزية)
- مايك بيترز على موقع ميوزك برينز (الإنجليزية)
- مايك بيترز على موقع إن إن دي بي (الإنجليزية)
- مايك بيترز على موقع أول ميوزيك (الإنجليزية)
- مايك بيترز على موقع ديسكوغز (الإنجليزية)
- مايك بيترز على موقع قاعدة بيانات الفيلم (الإنجليزية)